# Луготорикс
Луготорикс (могло означати король-миша, д/н — 46 рік до н. е.) — молодший вождь племені кантіаків у 50-х роках до н. е. Володарював разом з Цінгеторіксом, Карвілієм, Сеговаксом і Таксимагулом на території сучасного Кента (Велика Британія).

## Життєпис
Став молодшим вождем кантіаків незадовго до вторгнення до Британії Гая Юлія Цезаря. З початком війни з римлянами у липні 54 року до н. е. Луготорикс разом із Цінгеторіксом, Карвілієм, Сеговаксом і Таксимагулом брав активну участь у бойових діях проти римських військ, намагаючись завадити їх просуванню вглиб острова. Особливу роль Луготорикс відіграв під час атаки кельтів на військовий табір римлян на узбережжі. У запеклій та тривалій битві об'єднані сили кельтських племен зазнали поразки, а Луготорикс потрапив у полон.
Після цього Луготорикса тримали у в'язниці в Римі. Брав участь у триумфі Гая Цезаря, після якого Луготорикса було страчено.